# Markus Busch (Drehbuchautor)
Markus Busch (* 1965 in Münster) ist ein deutscher Drehbuchautor.
Markus Busch studierte freie Kunst und Film an der Fachhochschule Köln. Danach folgte ein Film & Fernsehen-Studium an der Kunsthochschule für Medien Köln bis 1994. Seit 1997 ist er als freier Drehbuchautor tätig, dabei mehrmals für Produktionen des Regisseurs Dominik Graf. 2011 führte er Regie bei dem Film Die Räuberin. Sein Schaffen umfasst mehr als 16 Produktionen.

## Filmografie (Auswahl)
- 2002: Die Freunde der Freunde
- 2002: Der Felsen
- 2005: Tatort: Ein Glücksgefühl
- 2007: Das Gelübde
- 2009: Tatort: Rabenherz
- 2011: Die Räuberin (+ Regie)
- 2012: Eine Frau verschwindet
- 2013: Tatort: Feuerteufel
- 2016: Goster
- 2017: Am Abend aller Tage
- 2017: Tatort: Borowski und das Fest des Nordens
- 2019: Tatort: Inferno
- 2020: Polizeiruf 110: Söhne Rostocks
- 2021: Tatort: Die Kalten und die Toten